# Mein Nachbar Yokai
Mein Nachbar Yokai (jap. となりの妖怪さん Tonari no Yōkai-san) ist eine Manga-Serie von Mangaka noho, die von 2018 von 2022 erschien. 2024 wurde die Geschichte als Anime-Fernsehserie adaptiert. Die Fantasy-Serie spielt in einer Welt, in der Menschen und übernatürliche Wesen – in Japan vor allem die Yōkai – gemeinschaftlich zusammenleben. 

## Inhalt
Der 20 Jahre alte Kater Buchio steht kurz vor dem Tod. Doch ihn wächst ein zweiter Schwanz und er wird zu einer Nekomata. So kann er länger bei der Familie Ōishi leben, muss sich nun aber in die Gesellschaft der Yōkai eingliedern. Es ist nicht nur allerlei Papierkram zu erledigen, sondern Buchio muss auch einen neuen Sinn im Leben finden. Sein „kleiner Bruder“, der abenteuerlustige Junge Takumi, ist davon total begeistert. Unterstützung erhält Buchio zunächst vom Krähen-Tengu Jiro, der gemeinsam mit dem Tengu Tazenbō über das Dorf in den Bergen wacht, in dem sie leben. Jiro vermittelt Buchio weiter an Yuri, eine Kitsune. Sie kann dem neugeborenen Yōkai einiges über sein neues Leben beibringen, unter anderem die Kunst der Verwandlung. Das Verhältnis der beiden ist aber nicht ohne Konflikte, da Buchio sehr unbeschwert ist und sich über das weitere Leben in seiner Familie freut. Yuri dagegen, die als Yōkai in einer wichtigen Familie geboren wurde, lief von ihrem Elternhaus und dem Druck dort davon. Neben Buchio hilft vor allem ihr menschlicher Freund Taira Tanaka dabei, ihren Abstand zur Familie wieder zu überwinden.
Mit der Zeit lernt Buchio weitere Freunde kennen. Unter ihnen sind außer den Trinkkumpanen von Yuri und Jiro, neben Taira der Betobeto-san Benmaru Kobayashi, auch Chiaki Nishiya, genannt Wagen-san. Der Tsukumogami eines alten VW lebt zusammen mit dem alten Mann Kazuhiko Nishiya und erwachte nach dem Tod dessen Frau und nachdem er bereits 40 Jahre von dem Paar gefahren wurde. Auch an Takumis Schule leben viele Yōkai und seine Schulfreunde haben ebenso engen Kontakt mit ihnen. Das Mädchen Mutsumi, genannt Mu-chan, wird zur Miko ausgebildet und ist oft bei Jiro. Der meist fröhliche, bei der Arbeit aber sehr ernste Tengu war mit vielen Mädchen aus Mutsumis Familie eng verbunden. Mu-chan will ihm schon jetzt helfen, das Dorf vor bösen Kräften zu beschützen. Dabei bringt sie sich aber auch selbst in Gefahr, sodass Jiro sich oft um sie sorgen und manchmal retten muss. Dennoch verspricht er, immer für sie da zu sein und Mu-chan will ebenso Jiro beschützen. Ihr und Takumis Schulfreund Ryō Sano, ebenso abenteuerlustig wie Takumi, ist in die junge Kappa Rein Nakagawa verliebt, die in seine Klasse geht. Sie hat sich ebenfalls verliebt, doch dauert es noch lange, bis die beiden sich gegenseitig ihre Liebe gestehen können.

## Veröffentlichungen
Der Manga wurde zunächst 2018 auf der Plattform Twitter gestartet, ehe er ab Juli 2018 vom Verlag East Press im Online-Magazin Mato Grosso publiziert wurde. Die Geschichte wurde im Januar 2022 abgeschlossen. Der Verlag brachte die Kapitel auch gesammelt in vier Bänden heraus. Seit März 2025 erscheint die Serie in deutscher Übersetzung bei Splitter Manga+ in bisher drei Bänden (Stand Juli 2025).
Im Juli 2023 bestätigte die Autorin Berichte über eine in Produktion befindliche Adaption als Anime. Die Umsetzung als Anime entstand bei Studio Liden Films unter der Regie von Aimi Yamauchi. Die Drehbücher schrieb Tomoko Konparu. Für das Charakterdesign war Jikō Abe verantwortlich, die künstlerische Leitung lag bei Kenta Tsuboi und für die Kameraführung war Naho Hasegawa zuständig. Die Animationsarbeiten leitete Jikō Abe und die Arbeiten an 3D-Animationen leitete Yoshimasa Yamazaki. Tonregie führte Daiki Hachimaki und Produzent war Norihiko Kusano.
Die 13 Folgen mit je 23 Minuten Laufzeit wurden vom 7. April bis 30. Juni 2024 von TV Asahi, BS12 TwellV und AT-X in Japan gezeigt. Parallel dazu fand die internationale Veröffentlichung auf der Plattform Crunchyroll per Streaming statt. Es wurden zum japanischen Ton Untertitel unter anderem auf Deutsch, Englisch, Spanisch, Russisch und Französisch herausgegeben.

### Synchronisation
| Rolle                      | japanischer Stimme (Seiyū) |
| -------------------------- | -------------------------- |
| Mutsumi „Mu-chan“ Sugimoto | Asaki Yuikawa              |
| Jirōbō „Jirō“ Enkazan      | Ryosuke Higa               |
| Buchio Ōishi               | Yūki Kaji                  |
| Tazenbō Fuchibiyama        | Jin Urayama                |
| Takumi Ōishi               | Mutsumi Tamura             |
| Ryō Sano                   | Yūko Sanpei                |
| Rein Nakagawa              | Megumi Han                 |
| Suzu Sakaki                | Ayako Kawasumi             |
| Taichi Tanaka              | Kenji Hamada               |
| Gorōzaemon Sanmoto         | Satoshi Mikami             |
| Benmaru Kobayashi          | Tatsumaru Tachibana        |
| Kazuhiko Nishiya           | Hideyuki Tanaka            |
| Chiaki „Wagen-san“ Nishiya | Tokuyoshi Kawashima        |
| Yuri Tachibana             | Yō Taichi                  |
| Hayachiyo                  | Yūko Kaida                 |

### Musik
Die Musik der Serie komponierten ats-, Takehito Shimizu und Tōru Watanabe. Das Vorspannlied ist Obake Himawari von Pii und für den Abspann verwendete man das Lied Iro no Naka von Aoi Kubo.